# Moixera de guilla
La moixera de guilla, server de bosc, server de caçadors o besurt (Sorbus aucuparia) és un arbre del gènere Sorbus.

## Descripció
És originari de la major part d'Europa (excepte l'extrem sud) i per la part septentrional arriba fins al cap Nord, a Noruega. És dels pocs arbres autòctons d'Islàndia. Als Països Catalans es troba principalment als Pirineus i al Montseny, entre 1.400 i 2.600 m.

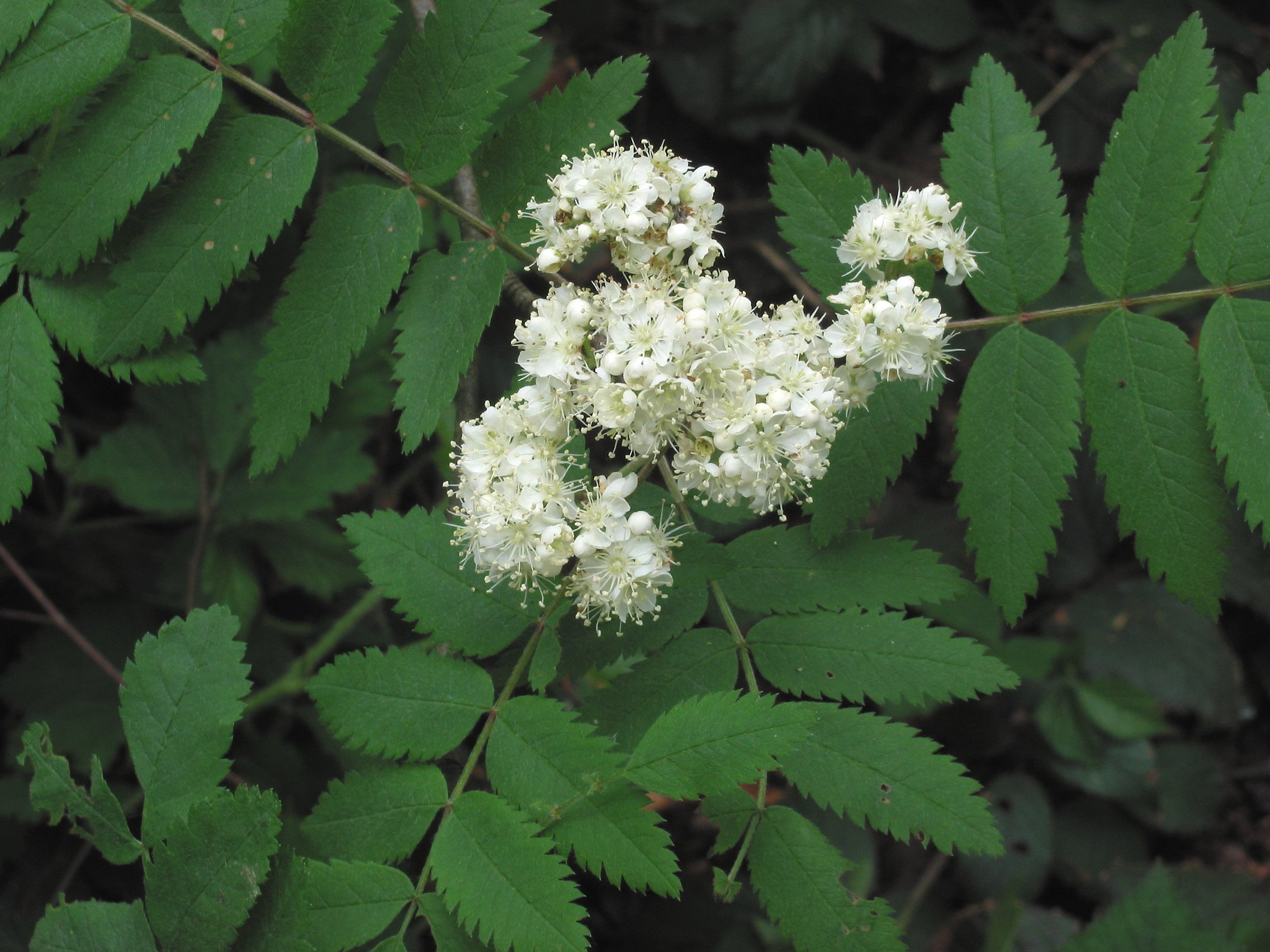
Fulles i flors

Arriba a fer de 8 a 10 m d'alt; més rarament, 20, i excepcionalment, 28.
Les fulles són compostes, amb un total de 5 a 8 parells de folíols oblongs i de vora serrada.
Les flors, de 8 a 10 mm de diàmetre, són blanques i estan agrupades en corimbes.
Els fruits són subglobulosos, de color vermell intens; fan de 6 a 10 mm i són persistents a l'hivern.

### Ecologia

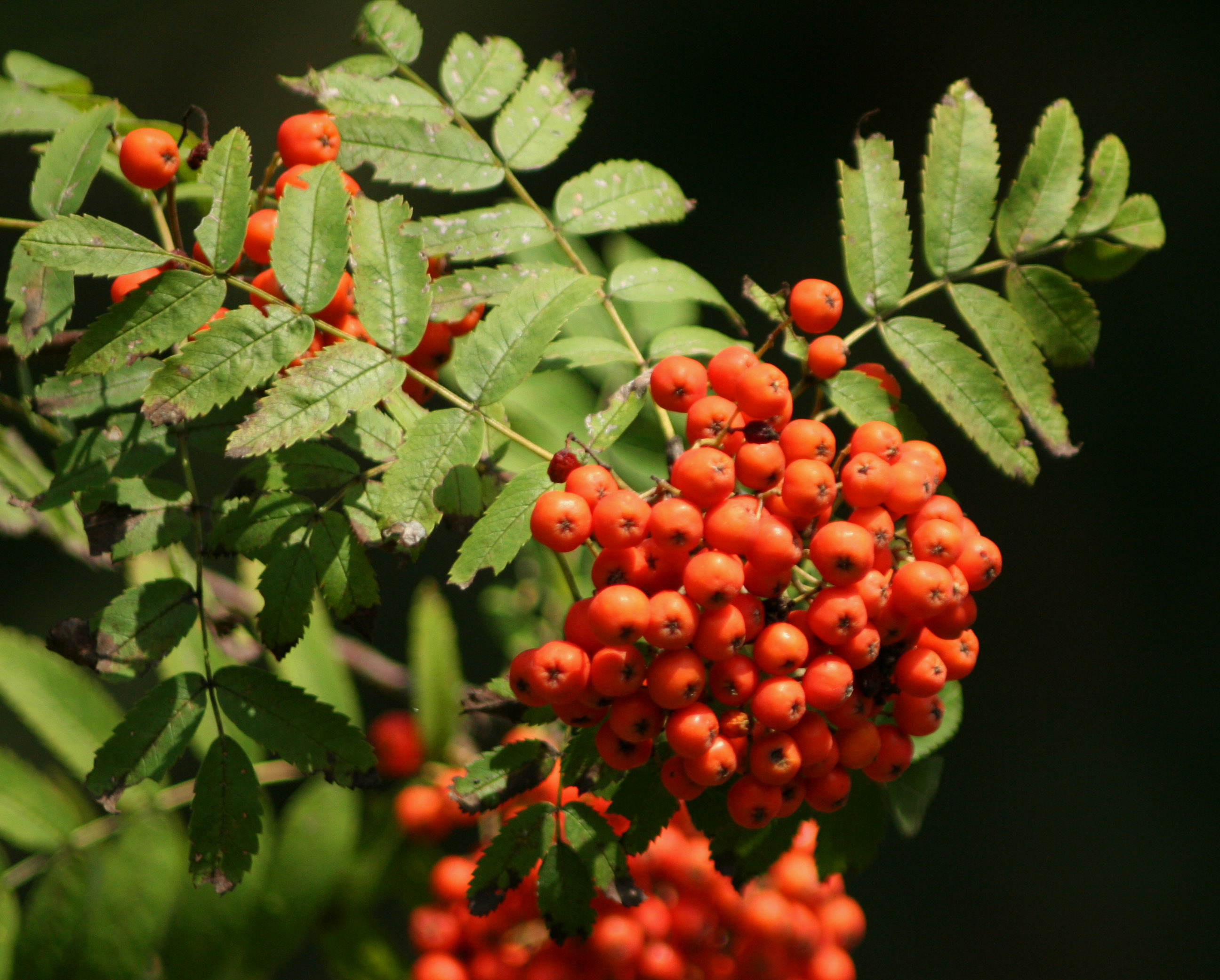
Fulles i fruit madur

La moixera de guilla és molt tolerant al fred i sovint es troba a grans altituds. També tolera sòls de diverses condicions, fins als que són àcids.
El fruit és un important recurs per als ocells, que, alhora, són vectors de dispersió de les llavors.
El fullatge i l'escorça són consumits pels cérvols i per la llebre de muntanya, i també per insectes com els del gènere Stigmella i el lepidòpter Venusia cambrica. El cargol Helix aspersa també se'n menja les fulles.

### Usos

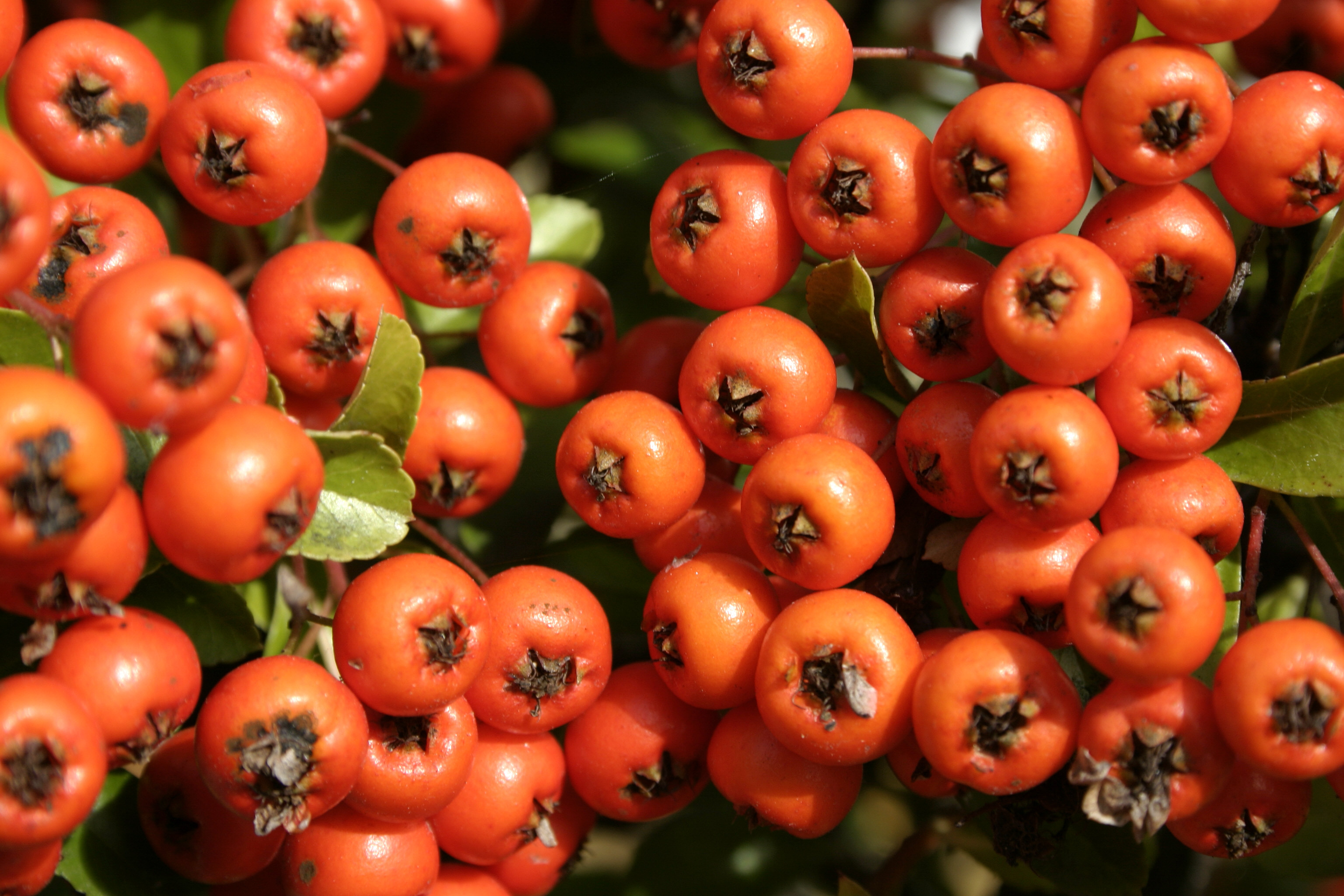
Fruits

És un arbre ornamental amb algunes cultivars seleccionades, com 'Asplenifolia', amb fulles de marge molt serrat; 'Beissneri', amb l'escorça taronja i les branques erectes, i 'Fructu Luteo', amb fruits grocs.
El fruit fresc és massa amarg per a ser consumit, però se'n fan melmelades molt apreciades.